# Calyptrina
Calyptrina striata
Genre
Espèce
Calyptrina est un genre fossile d'organismes à symétrie bilatérale connus uniquement dans les roches de la période géologique de l'Édiacarain. Il n'est représenté que par son espèce type, Calyptrina striata.

## Systématique
Le genre Calyptrina et l'espèce Calyptrina striata ont été décrits en 1967 par le paléontologue russe Boris Sergeyevich Sokolov (d) (1914-2013).

## Fossiles
Calyptrina striata est un fossile tubulaire de la faune d'Édiacara, appartenant vraisemblablement à un ver annélide,. Les tubes sont conservés sous forme d'ombres plates organiques carbonées ou de pyrite laissées dans les schistes, et sous forme d'empreintes et de moulages en relief dans les grès. Des spécimens ont été trouvés et documentés dans de nombreux sites datant de cette époque dans la région de la mer Blanche en Russie et semble-t-il dans le sud-est de la Chine.

## Morphologie et écologie
L'animal se présente sous la forme d'un très long tube cylindrique non ramifié à paroi organique, probablement d'une composition protéinochitineuse. La surface du tube est décorée de rides et d'anneaux circonférentiels, ainsi que de fines nervures longitudinales. La majeure partie du tube de Calyptrina se situe dans les sédiments sous le tapis microbien, dans un environnement anoxique toxique riche en sulfure d'hydrogène. L'extrémité avant courte du tube s'élève verticalement au-dessus de la surface du fond marin.
La morphologie et l'habitat de Calyptrina évoquent les tubes et l'habitat des siboglinidés, auxquels Calyptrina est généralement associé,,.
L'analyse des biomarqueurs des vestiges organiques du fossile indique que Calyptrina avait un intestin et se nourrissait d'algues vertes et de bactéries, les filtrant probablement hors de l'eau,.